# Конгоански мангабей
Конгоанският мангабей още пъргав мангабей (Cercocebus agilis) е вид бозайник от семейство Коткоподобни маймуни (Cercopithecidae).

## Разпространение
Видът е разпространен в Габон, Демократична република Конго, Екваториална Гвинея и Камерун.